# Copifrontia
Copifrontia is een geslacht van vlinders van de familie uilen (Noctuidae), uit de onderfamilie Amphipyrinae.

## Soorten
- C. purpurea (Gaede, 1915)
- C. xantherythra Hampson, 1905